# Lacougotte-Cadoul
Lacougotte-Cadoul è un comune francese di 161 abitanti situato nel dipartimento del Tarn nella regione dell'Occitania.

## Società

### Evoluzione demografica
Abitanti censiti